# 맹석흠
맹석흠(孟碩欽, 1429년 ~ ?)은 조선의 무신이다. 본관은 신창(新昌). 좌의정 맹사성(孟思誠)의 증손자이며, 세자익위사(世子翊衛司) 세마(洗馬)를 지낸 맹계증(孟繼曾)의 아들이다. 충청도 병마절도사 등을 역임하며, 이시애의 난을 평정하여 적개공신(敵愾功臣)으로 책록되었고, 가정대부(嘉靖大夫) 신창군(新昌君)으로 봉군되었다.

## 생애
1461년(세조 7년) 9월 15일 왕에게 진법(陣法)을 강(講)하였다.
1463년 종5품 평안도 판관(判官)을 지냈다.
1467년(세조 13년) 5월 이시애(李施愛)가 길주에서 반란을 일으키자 구성군 이준(李浚) 등과 더불어 출정하여 홍원, 북청 등지에서 대파하고, 그 해 8월 이시애를 사로잡아 참수하였다. 9월에 이시애의 난을 평정한 공로로 적개공신(敵愾功臣) 2등에 책록되었고, 11월에는 건주(建州)를 정벌한 공으로 김계종(金繼宗)·김근사(金謹思) 등과 함께 3계급 승진하였으며 12월에는 호분위(虎賁衛) 대호군(大護軍)에 제수되었다.
1472년 가선 대부(嘉善大夫) 신창군(新昌君)으로 봉군되었다.
1480년(성종 11) 가정대부(嘉靖大夫)로 승진하였다.
충청도 병마절도사를 지냈으며, 지금의 경기도 성남시 분당구 일대를 사패지(賜牌地)로 하사받았다.
맹석흠의 아들 맹문인(孟門人)은 남양부사를 지냈고, 손자 맹은선(孟蘟善)은 평안도병사를 지냈으며, 후손들이 사패지(賜牌地) 일대에 세거하면서 경기도 성남시 분당구에 신창 맹씨 집성촌이 형성되었다.

## 묘소
맹석흠의 묘는 경기도 성남시 분당구 분당동 불곡산 동북쪽 형제봉(兄弟峰) 아래의 향목곡(香木谷)에 있었으나 분당 신도시 개발로 인하여 분당동 산 56-1번지로 이장하였다.

## 가족 관계
- 고조부 : 맹희도
- 고조모 : 홍씨
  - 증조부 : 맹사성(孟思誠)
  - 증조모 : 동주 최씨(東州崔氏) - 최영(崔瑩)의 손녀
    - 조부 : 맹귀미(孟歸美)
      - 부 : 맹계증(孟繼曾)
        - 아들 : 맹문인(孟門人)
          - 손자 : 맹은선(孟蘟善)